# Diocesi di Medea
La diocesi di Medea (in latino: Dioecesis Mediensis) è una sede soppressa e sede titolare della Chiesa cattolica.

## Storia
Medea, corrispondente alla città di Kıyıköy, nel distretto di Vize (provincia di Kırklareli) in Turchia, è un'antica sede vescovile della provincia romana di Europa nella diocesi civile di Tracia. Faceva parte del patriarcato di Costantinopoli ed era suffraganea dell'arcidiocesi di Eraclea.
La sede è piuttosto tardiva, poiché compare per la prima volta nelle liste dei vescovati di Europa solo all'inizio del X secolo. Sono noti vescovi solo a partire dal XIV secolo. Elevata al rango di sede metropolitana senza suffraganee, Medea è menzionata (unita a Bizia) fino alla prima guerra mondiale, quando venne soppressa in seguito agli accordi del trattato di Losanna del 1923, che impose obbligatoriamente lo scambio delle popolazioni tra Grecia e Turchia.
Dal XVIII secolo Medea è annoverata tra le sedi vescovili titolari della Chiesa cattolica; la sede è vacante dal 17 agosto 1982.

## Cronotassi dei vescovi titolari
- Sebastiano Maria Landolina Nava † (1º giugno 1772 - ? deceduto)
- Josip Žalec (Salecz) † (27 giugno 1821 - 1833[3] deceduto)
- Jean-Honoré Bara † (16 giugno 1856 - 1º gennaio 1860 succeduto vescovo di Châlons)
- Christophe-Ernest Bonjean, O.M.I. † (24 luglio 1868 - 25 novembre 1886 nominato arcivescovo di Colombo)
- Lucien-Emile Mossard, M.E.P. † (11 febbraio 1899 - 12 febbraio 1920 deceduto)
- Félix-Henri-François-Donatien Perroy, M.E.P. † (11 maggio 1920 - 10 aprile 1931 deceduto)
- Franciszek Barda † (10 luglio 1931 - 25 novembre 1933 nominato vescovo di Przemyśl)
- Stephen Joseph Donahue † (5 marzo 1934 - 17 agosto 1982 deceduto)